# Број жртава Клинтонових
Број жртава Клинтонових је дискредитована теорија завере која тврди да су бивши амерички председник Бил Клинтон и његова супруга Хилари Клинтон убијали своје политичке противнике, укупно чак 50 или више наводних жртава. Многе делове теорије развили су издавач Њузмакса Кристофер Руди, конгресменка Марџори Тејлор Грин и други. Такве оптужбе постоје барем од 1990-их, када је снимљен филм под називом The Clinton Chronicles, који је продуцирао Лери Николс, а промовисао Џери Фалвел. Филм оптужује Била Клинтона за више злочина, укључујући убиство.
Ову теорију завере су дискредитовали Lakeland Ledger, Chicago Tribune, Snopes и други медији, који указују на детаљне записе о смрти, необично велики круг сарадника које председник вероватно има и чињеницу да су многи од наведених људи погрешно идентификовани или су још увек живи, док други појединци нису имали познату везу са Клинтоновима.

## Наводне жртве

### Ц. Виктор Рејзер  II
Ц. Виктор Рејзер I је био копредсједавајући за националне финансије током влати Клинтона. Погинуо је у авионској несрећи заједно са сином и још тројицом 30. јула 1992. током пецања. Теоретичари завере верују да је несрећа намерно изазвана, међутим Национални одбор за безбедност саобраћаја је то оценио као несрећу, наводећи:
Пилотова закаснела одлука при промени курса и његов неуспех да одржи ваздушну брзину током маневра. фактори у вези са удесом су: планински терен и низак плафон.

### Мари Мохејн
Мери Мохејн је била приправница у Белој кући која је почетком лета 1997. године убијена у Старбаксу у предграђу Џорџтауна у Вашингтону. Пљачкаш је ушао у продавницу и упуцао је, након што је покушала да му узме пиштољ. Затим је упуцао двојицу запослених у Старбаксу и побегао. Међутим, теоретичари завере верују да је она убијена по наређењу Клинтонових.

### Винс Фостер
Званичник Беле куће Винс Фостер пронађен је мртав у парку Форт Марси у Вирџинији, у близини Вашингтона, 20. јула 1993. године. Обдукцијом је утврђено да је погођен у уста, а на његовом телу нису пронађене друге ране. Пет званичних истрага је прогласило његову смрт самоубиством, али он је и даље предмет теорија завере и тврди се да су га заправо убили Клинтонови јер је знао превише.

### Сет Рич
Неразјашњено убиство члана особља Демократског националног комитета Сета Рича 2016. године подстакло је теоретичаре завере да спекулишу да је Хилари Клинтон организовала његову смрт; оповргнута теорија била је заснована на извештају Фокс њуза, који је касније повучен, да је Рич био одговоран за Викиликсово објављивање ДНЦ имејлова током председничке кампање у Сједињеним Државама 2016. Различите елементе ове теорије промовисале су истакнуте личности које заступају ставове десног политичког спектра укључујући Алекса Џонса, Њута Гингрича и Шона Хенитија.

### Џефри Епстин
Осуђени сексуални преступник Џефри Епстин, који је био у притвору под федералном оптужбом за дечју проституцију, пронађен је мртав у својој ћелији у затвору на Менхетну 10. августа 2019. Званична обдукција је касније прогласила узрок смрти самоубиство вешањем. Његова смрт довела је до тога да се теорије завере преносе на друштвеним мрежама, посебно у вези са Било, Клинтоно и Доналдом Трампом.Неколико сати након његове смрти, Трамп је ретвитовао тврдње да је Епстинова смрт повезана са Клинтоновом, укључујући хештег #ClintonBodyCount. Политички коментатор Динеш Д'Суза покушао је да искористи време које је провео у заверу да потврди заверу да су Клинтонови одговорни за Епстинову смрт.

### Кристофер Сајн
Новинар Кристофер Сајн објавио је вест о састанку 27. јуна 2016. на писти Феникс Скај Харбор између бившег председника Била Клинтона и тадашње државног тужиоца Лорете Линч. Тајминг састанка десио се током председничких избора 2016. када је тадашња кандидаткиња Хилари Клинтон била под истраживањем о томе како је поступала са одређеним имејловима током свог мандата као државна секретарка САД. Сајн је пронађен мртав у својој кући у Алабами 12. јуна 2021. Његова смрт се истражује као самоубиство. Неколико личности, укључујући Лорин Боеберт, Ден Бонгино и Чарлија Кирак, као и про-Трампов кабловски информативни ТВ канал One America News Network, сугерисали су да су га убили Клинтонови.

### Жовенел Моиз
Председник Хаитија Жовенел Моиз убијен је 7. јула 2021, када су наоружани људи напали његову резиденцију у Пелерин 5, округу Петион-Вил. Мартин Моиз, прва дама Хаитија, хоспитализована је због рана задобијених током напада. Неки теоретичари завере су тврдили да су Клинтонови били умешани у његову смрт, указујући на политичке контроверзе у вези са помоћи коју је Клинтонова фондација дала Хаитију, као што су приколице за учионице „отпорне на урагане“ за које је утврђено да су структурно несигурне и које садрже формалдехид. Следбеници теорије завере Кјуанон, који тврде да Доналд Трамп тајно води рат против удружења трговаца децом која укључује и Клинтонове, жестоко су расправљали о идеји да су они умешани у атентат. Расправа о неоснованој тврдњи довела је до тога да термин „Клинтонови“ постане топ тренд на Твитеру.

## Други
Друге особе повезане са теоријом завере су:
- Џим Макдугал, финансијски партнер Клинтонових у послу са некретнинама који је довео до Вајтвотер скандала. Макдугал је умро од срчаног удара у Федералном поправном заводу у Форт Ворту, Тексас, 8. марта 1998.[3]
- Џон Ф. Кенеди млађи, који је, према анкетама, био најпопуларнији демократа у Њујорку. Према речима пријатеља, Кенеди је размишљао о томе да тражи место сенатора Данијела Мојнихана, који се пензионисао, на изборима за Сенат Сједињених Држава 2000. у Њујорку[33] али је погинуо у авионској несрећи 16. јула 1999. године. Хилари Клинтон је изабрана на Мојниханово упражњено место 7. новембра 2000.[34][35]
- Едвард Јуџин Вили, млађи, сарадник Клинтонових за прикупљање средстава, чија је супруга Кетлин Вили навела у CBS магазину 60 минута да ју је Бил Клинтон сексуално напао 29. новембра 1993. године. Кетлин је такође сведочила у тужби Поле Џоунс за сексуално узнемиравање против Клинтонове. Едвард је пронађен мртав у шуми Вирџиније, а његова смрт је проглашена самоубиством.[36][37][38]
- Рон Браун, који је био секретар за трговину током првог мандата председника Била Клинтона. Пре тога је био председник Демократског националног комитета . Браун је био под истрагом независног адвоката за контроверзу трговинске мисије Министарства трговине и био је сведок, који је добио обавештење да треба да сведочи, у тужби Judicial Watch-а против државног одељења за трговину.[39][40][41] Он и још 34 погинули су у паду ЦТ-43 УСАФ-а у Хрватској 1996. године.[38][42]
- Џери Паркс, шеф обезбеђења Клинтоновог штаба током његове председничке кампање 1992.[43] је убијен 26. септембра 1993. године када је напустио мексички ресторан на ивици Литл Рока у Арканзасу од стране човека у другом аутомобилу који је пуцао у њега десет пута из пиштоља калибра 9 милиметара. Парксов син, Гери, тврдио је да је његов отац прикупио тајни досије Клинтонових „ситних грехова“ и да је његов отац користио досије како би покушао да уцени Клинтона.[44][45]
- Марк Мидлтон, пословни лидер из Арканзаса, заједнички пријатељ Била Клинтона и Џефрија Епстина и бивши финансијски директор Клинтонове председничке кампање, а касније и специјални Клинтонов помоћник, пронађен је мртав, обешен о дрво тридесет миља од његове куће са раном од пушке на грудима, 07.05.2022. Мидлтонова породица поднела је судску забрану како би спречила да полицијске фотографије сцене буду пуштене у јавност, наводећи забринутост да би те слике могле да подстакну теорије завере. Судија Алис Греј ће одлучити да ли фотографије могу да буду објављене.[46][47][48]
- Измишљени твитови у којима се наводи „Имам информације које ће довести до хапшења Хилари Клинтон“ су се појављивали на Твитеру. Наводно су их послале личности као што су познати кувар Ентони Бурден,[49][50] кошаркаш Коби Брајант,[51] судија Врховног суда Рут Бејдер Гинсберг,[52][53] бивши јапански премијер Шинзо Абе[54][55] и краљице Елизабете II[56] пре њихове смрти.